# Nibbs Carter

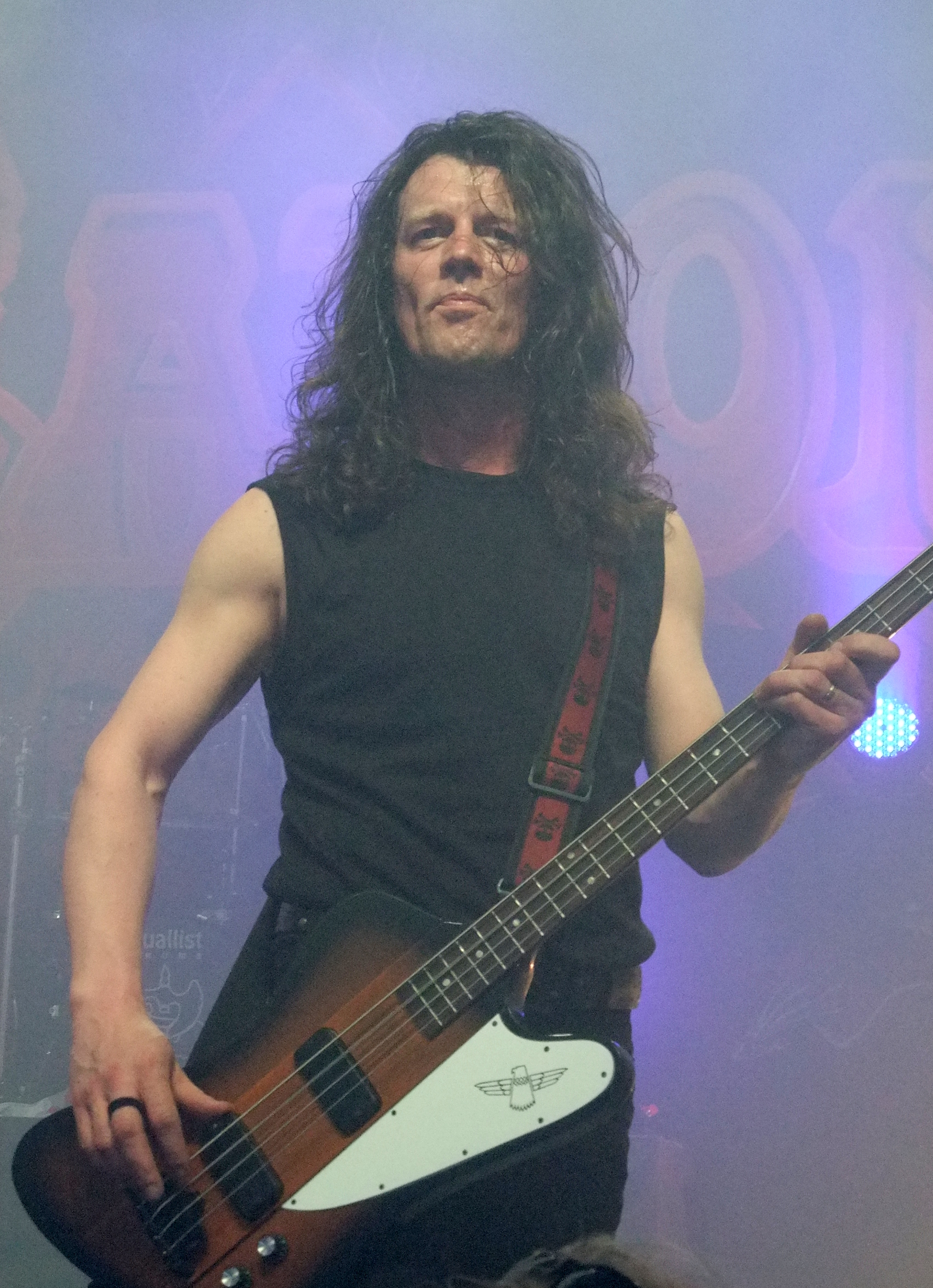
Nibbs Carter

Nibbs Carter (Cleethorpes, 1966) is de huidig bassist van de Britse metalband Saxon. 

## Biografie
Nibbs is bassist sinds 1989. Nibbs bracht een nieuwe stijl in de baslijnen van de metalband. Zijn werk is afwijkend van zijn voorgangers Paul Johnson, welke slechts twee jaar mee speelde, en Steve Dawson. Zijn kwaliteiten komen in verschillende solo's en intro's naar voren. Killing Ground is hier een voorbeeld van. Deze solo bevat onder meer kwart noten in een vierkwartsmaat op 240 BPM, wat inhoudt dat er 16 noten per seconde gemaakt worden. Meestal speelt Nibbs met twee vingers, en maakt hij live veel slaps ter accentlegging. Er zijn echter ook enkele nummers die hij deels met plectrum speelt. Een voorbeeld hiervan is "Let me feel your power" die een zeer eigenaardige bastechniek heeft en veel hammer-on 's bevat. Ook kenmerkend tijdens zijn optreden is zijn wilde gedrag in deze toch al wat op leeftijd zijnde band.

## Discografie

### Saxon
- (1989) Rock 'n' Roll Gypsies
- (1990) Greatest Hits Live
- (1990) Solid Ball of Rock
- (1992) Forever Free
- (1995) Dogs of War
- (1996) The Eagle Has Landed - part II
- (1997) Unleash the Beast
- (1999) Metalhead
- (2001) Killing Ground
- (2002) Heavy Metal Thunder
- (2004) Lionheart
- (2006) The Eagle Has Landed - part 3
- (2007) The Inner Sanctum
- (2009) Into the Labyrinth
- (2011) Call to Arms
- (2013) Sacrifice (Saxon)

### Samenwerkingen
- (1988) On Target - Fastway
- (1990) All Stars - verschillende artiesten
- (2001) 666 The Number Of The Beast A Tribute To Iron Maiden - verschillende artiesten